# Окуловка (Архангельська область)
Окуловка (рос. Окуловка) — присілок в Котлаському районі Архангельської області Російської Федерації.
Населення становить 99 осіб. Входить до складу муніципального утворення Котласький муніципальний округ.

## Історія
До 2022 року входило до складу муніципального утворення Сольвичегодське поселення.

## Населення
| 2002 | 2010 | 2012 |
| ---- | ---- | ---- |
| 76   | ↘68  | ↗99  |